# ネグロ・ナバーロ
ネグロ・ナバーロ (Negro Navarro) のリングネームで知られるミゲル・カルデロン・ナバーロ（Miguel Calderón Navarro、1957年6月12日 - ）は、メキシコのプロレスラーである。メキシコシティの出身。

## 来歴
1975年6月12日の誕生日の日にデビュー。
UWAで活躍。1970年代後半にはエル・シグノ、エル・テハノとロス・ミシオネロス・デ・ラ・ムエルテ（Los Misioneros de la Muerte）を結成。1984年4月には旧UWFに来日。
1983年1月にはトリオで新日本プロレスに来日している。この頃メキシコで5年連続最優秀トリオ賞を受賞。
1990年代はCMLLに出ていたこともあったが、近年はIWRGを主戦場としている。
一時チュパカプラというマスクマンで活動していたことがある。
1990年代後半から2000年代前半にかけて闘龍門のコーチを務めており、オカダ・カズチカのデビュー戦の対戦相手でもある。
実子がトラウマ1号、トラウマ2号。
日本では第1次UWF旗揚げ戦で初来日しているほか、2011年7月31日、東京・わかば幼稚園で行われた府中プロレス旗揚げ戦でエル・ソラールと対戦。
2025年4月27日に行われた両国国技館「LUCHA FIESTA ESPECIAL」ではエル・パンテーラと組み、ザ・グレート・サスケ、サタニコ組と対戦。

## 得意技
- ナヴァーロスペシャル
- エスペクトリーナ卍固め
- ラ・マヒストラル

## 獲得タイトル
- AULL世界トリオ王座
- IWRGインターナショナルタッグ王座
- 南米ライトヘビー級王座
- FLLM王座
- UWA世界ジュニアヘビー級王座
- UWA世界ジュニアライトヘビー級王座
- UWA世界6人タッグ王座